# Río Duero (Michoacán)

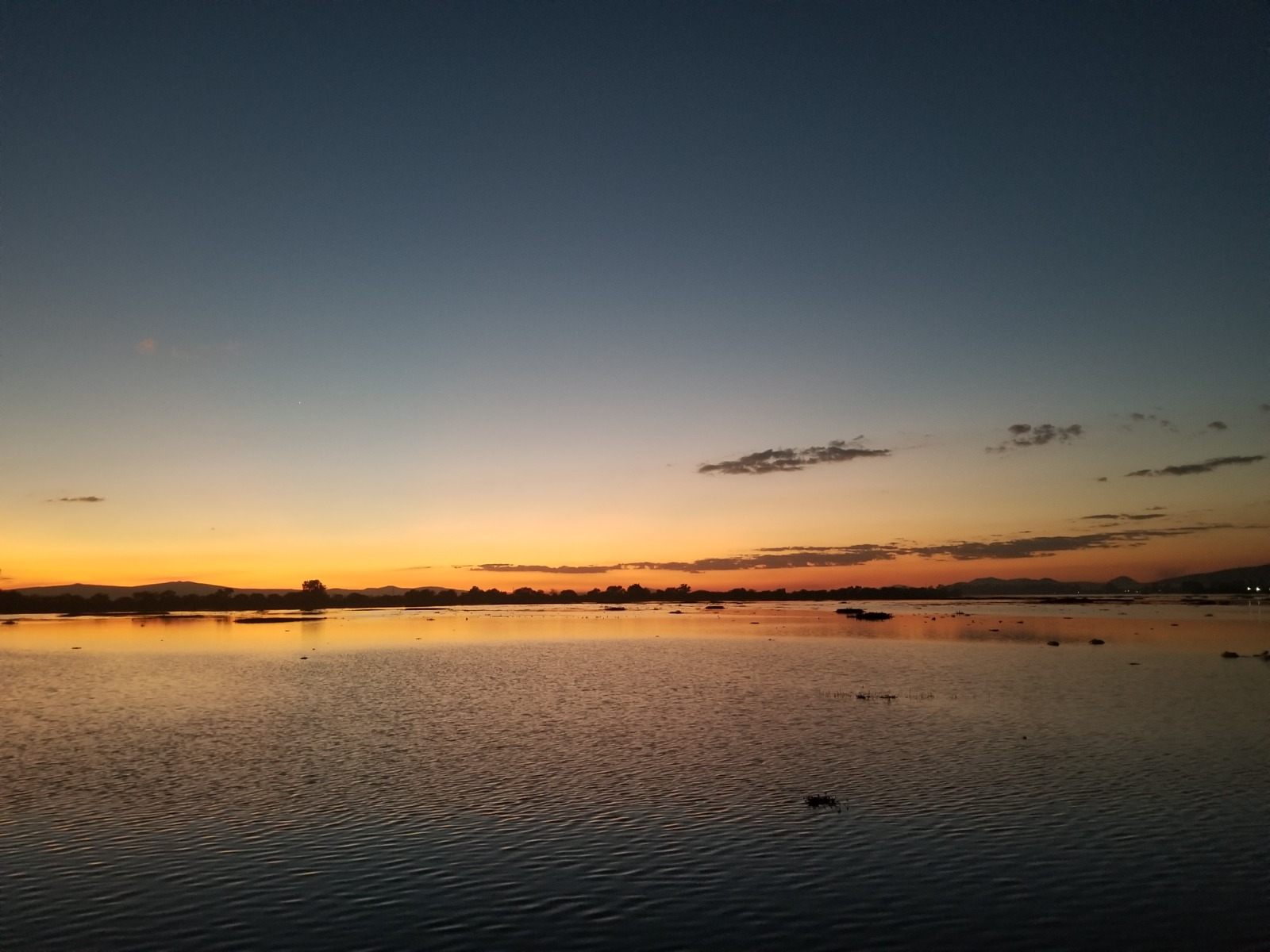
Atardecer, vista Rio Duero, desde Briseñas, Michoacán de Ocampo, México.

El Duero (también llamado Yorecuahapundanapu por los purépechas)es un río michoacano que toma su nombre debido a que muchos de los fundadores de Zamora de Hidalgo eran de Zamora (España), y que a los pies de esta ciudad cruza el hispano río Duero.
El río Duero tiene su origen en las montañas de «la cañada de los once pueblos», en el municipio de Chilchota; cruza por el valle de Tangancícuaro y el valle de Tziróndaro (Zamora) hasta unirse al río Lerma cerca de la localidad de Ibarra (Briseñas), por lo que sus aguas terminan desembocando en el lago de Chapala. Tiene como principales tributarios al río Tlazazalca y al río Celio, aunque presenta otros tributarios como el río Encinillas (Chavinda), y los manantiales de Atacheo, Atecucario, La Estancia, La Labor, El Ojo de Agua, Orandino y El Sauz.
Hace un siglo, el río Duero originaba una ciénega de temporal en el valle de Zamora, debido a la obstrucción del desagüe de sus aguas por la existencia de un núcleo basáltico entre las localidades de San Simón y La Estanzuela (Ixtlán).
Un segmento del trayecto de este río junto a Zamora se encuentra rodeado por sauces —un bosque en galería—, y a su alrededor fértiles tierras muestran el ambiente campestre de dicha localidad.